# Вісоза (мікрорегіон)

Вісоза на карті штату Мінас-Жерайс

Вісоза (порт. Microrregião de Viçosa) — мікрорегіон у Бразилії, входить до штату Мінас-Жерайс. Складова частина мезорегіону Зона-да-Мата. Населення становить 227 203 чоловік на 2006 рік. Займає площу 4826,137 км². Густота населення — 47,0 чол./км².

## Склад мікрорегіону
До складу мікрорегіону включені такі муніципалітети:
1. Алту-Ріу-Досі
2. Ампару-ду-Серра
3. Арапонга
4. Брас-Піріс
5. Кажури
6. Канаан
7. Сіпотанеа
8. Коімбра
9. Ервалія
10. Ламін
11. Паула-Кандіду
12. Педра-ду-Анта
13. Піранга
14. Порту-Фірмі
15. Презіденті-Бернардіс
16. Ріу-Еспера
17. Сеньора-ді-Олівейра
18. Сан-Мігел-ду-Анта
19. Тейшейрас
20. Вісоза

| Бразилія | Це незавершена стаття з географії Бразилії. Ви можете допомогти проєкту, виправивши або дописавши її. |